# Sven Köhler
Sven Köhler (født 8. november 1996 i Warstein (de)) er en tysk fodboldspiller. Han har spillet for Odense Boldklub.

## Karriere i klubfodbold
Sven Köhler spillede indtil 2009 for SuS Sichtigvor, en klub fra hans fødeby Warstein, før han kom til Borussia Dortmunds ungdomsakademi (Nachwuchsleistungszentrum). Han spillede i tre år for ungdomsholdene i klubben fra Ruhr-området, før han skiftede til VfL Bochum i nabolaget. Efter to år kom Köhler til FC Schalke 04 og vandt det tyske mesterskab med U19-holdet.
Siden sæsonen 2015/2016 spillede han i halvandet år for Königsblauen's andethold. Sven Köhler underskrev en kontrakt med SV Lippstadt 08, en klub fra Oberliga Westfalen, den femtebedste række i Tyskland. Med dette hold rykkede han i 2018 op i Regionalliga West, det fjerdehøjeste niveau i tysk fodbold. I sommerens transfervindue i sæsonen 2019/2020 skiftede Köhler til VfL Osnabrück, et oprykkerhold til 2. Bundesliga. Den 2. august 2019 fik han sin professionelle debut i 1-0-sejren i udekampen mod SV Sandhausen på anden spilledag. Han har ikke fået en fast plads, og derfor skiftede han i vintertransfervinduet i sæsonen 2020/2021 på lån til SC Verl, en klub fra 3. Liga.
Et halvt år senere vendte han tilbage til VfL Osnabrück efter udløbet af lejekontrakten og fik nu en fast plads. Inden Sven Köhler vendte tilbage, rykkede klubben ned i 3. Liga. Med "Lila-Weißen" rykkede han i 2023 op i 2. Bundesliga. Den 24. juni 2023 skrev han under på en aftale med Odense Boldklub frem til sommeren 2026.
På trods af næsten at dele efternavn med den tidligere tyske landsholdsspiller og legende Jürgen Kohler, er der ingen familierelationer.